# アメリカ合衆国ボクシングライター・アソシエーション
アメリカ合衆国ボクシングライター・アソシエーション（The Boxing Writers Association of America, BWAA)は、アメリカ合衆国のボクシングライター・ジャーナリストによる団体。

## 概要
本会は、1926年にアメリカ合衆国・ニューヨークで結成された。会の目的はボクシングジャーナリズムの発展と高度な倫理基準の促進を基にして、取材者により良い労働条件の確保にある。
また本会ではその年のボクシング界に於いて、年間賞として特に優秀な功績を挙げた人物や試合などに対して、過去の名ボクサーにちなんだ賞を選考し、贈呈することでも知られる。

## 年間賞
- シュガー・レイ・ロビンソン賞 (年間最優秀男子ボクサー賞)
- モハメド・アリ - ジョー・フレイジャー賞 (年間最高試合賞)
- エディ・ファッチ賞 (年間最優秀トレーナー賞)
- カス・ダマト賞 (年間最優秀マネージャー賞)
- サム・タウブ賞 (エクセレンス・ボクシングジャーナリズム賞)
- クリスティ・マーチン賞（年間最優秀女子ボクサー賞）